# Еникёй (Арнавуткёй)
Еникёй (тур. Yeniköy — Новое село) — махалле (квартал) в европейской части Турции. Расположен к юго-востоку от мыса Карабурун, вдающегося в Чёрное море, к северо-востоку от Дурусу и к востоку от озера Дурусу. Административно относится к району Арнавуткёй в иле Стамбул.
Между Карабуруном и Еникёем планируется строительство северного входа в Стамбульский канал.